# Giacomo Galanda
Giacomo Galanda (nascut el 30 de gener de 1975 a Udine, Itàlia), és un jugador italià de bàsquet. Amb 2,10 m d'alçada, juga en la posició de pivot per a l'equip italià Pistoia Basket 2000.

## Equips
- 1993-1997 Scaligera Verona
- 1997-1998 Fortitudo Bologna
- 1998-1999 Pallacanestro Varese
- 1999-2003 Fortitudo Bologna
- 2003-2005 Mens Sana Siena
- 2005-2006  Olimpia Milano
- 2006-2011  Pallacanestro Varese
- 2011-****  Pistoia Basket 2000

## Palmarès
- Guanyador de la LEGA tres vegades: 1 Varese (1999), 1 Fortitudo Bologna (2000) i 1 Mens Sana Siena (2004).
- Copa d'Itàlia: 1 Fortitudo Bologna (1998)
- Supercopa d'Itàlia: 2 Fortitudo Bologna (1998) i 1 Mens Sana Siena (2004).